# Marcapiano

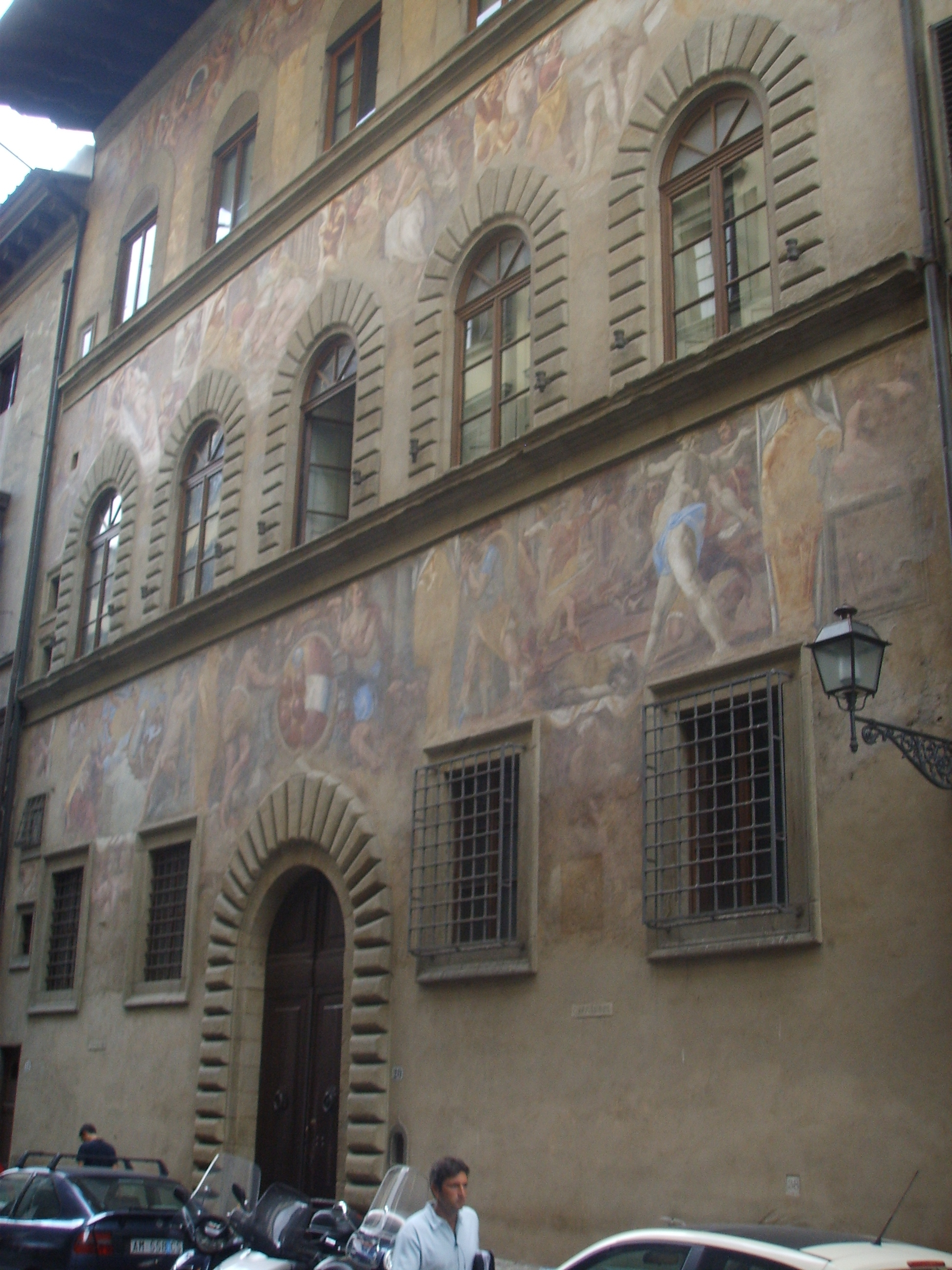
O Palazzo Mellini-Fossi de Florencia com chamativos frisos de andar à altura das janelas.

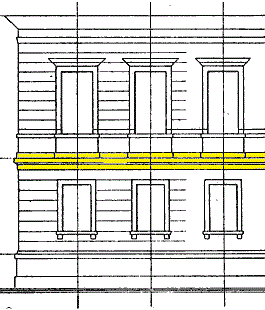
A faixa da fachada do edifício é destacada em amarelo

O marcapiano (italianismo que se pode traduzir ao português como cornija, também por vezes denominado de cornija marcapiano ou imposta) é um elemento arquitectónico típico da arquitectura residencial, como palácios e villas (casas de recreio). É a faixa que circunda horizontalmente a fachada de um edifício para separar os vários andares. A sua função é puramente decorativa.
Trata-se de uma cornija definida por uma série de molduras que sobressaem da fachada e podem tomar as formas das cornijas das ordens clássicas. A sua função é marcar exteriormente a separação interna entre as diferentes plantas de um edifício. Geralmente apresenta-se em dois níveis: ao nível do solo ou ao nível das janelas (em cujo caso se lhe costuma denominar marcadavanzale, traduzido como "peitoril" ou "moldura horizontal da soleira"). Em alguns casos há cornijas nos dois níveis, por vezes unidas formando uma faixa.
O marcapiano geralmente é projetado na lateral do edifício. A arquitetura georgiana é notável pelo seu uso.
O uso dos marcapianos começou a se difundir na Itália no final da Idade Média; foram quase abandonados no século XX, quando com a arquitetura racionalista os modelos tradicionais foram superados e a decoração foi reduzida ao mínimo.